# フレンチ・コネクション (カクテル)
フレンチ・コネクション（英語: French Connection）は、コニャックとアマレットから作られるカクテル。国際バーテンダー協会公認カクテルの1つ。

## 概要
1971年公開の映画『フレンチ・コネクション』に由来する。同じく映画のタイトルに由来するカクテル「ゴッドファーザー」のバリエーションであり、ゴッドファーザーのウイスキーをコニャックに替えたものとなっている。

## レシピの例
国際バーテンダー協会(IBA)のレシピを以下に挙げる。
材料
- コニャック - 35ml
- アマレット - 35ml

作り方
1. 材料をオールド・ファッションド・グラス（ロックグラス）に入れ、氷を入れて軽く混ぜる。